# Unidad Antorchista
Unidad Antorchista är en ort i Mexiko.   Den ligger i kommunen Veracruz och delstaten Veracruz, i den sydöstra delen av landet, 300 km öster om huvudstaden Mexico City. Unidad Antorchista ligger 49 meter över havet och antalet invånare är 620.
Terrängen runt Unidad Antorchista är platt. Runt Unidad Antorchista är det ganska tätbefolkat, med 230 invånare per kvadratkilometer. Närmaste större samhälle är Veracruz, 10,9 km öster om Unidad Antorchista. Trakten runt Unidad Antorchista består till största delen av jordbruksmark.